# Administrador de fincas

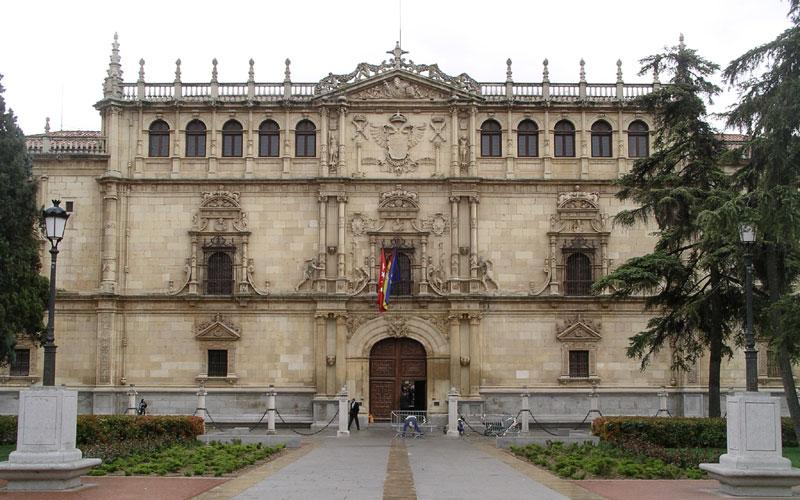
Fachada del Colegio de San Ildefonso (R. Gil de Hontañón, 1543), actual rectorado de la Universidad de Alcalá de Henares, situada en la Comunidad Autónoma de Madrid, donde se puede cursar de manera no oficial Administración de Fincas.

 Un administrador de fincas (administrador de comunidades, gestor de comunidades o gestor de fincas) es un profesional que se encarga de gestionar, a petición de los propietarios de fincas rústicas o urbanas, o por decisión de una junta de propietarios, los asuntos financieros, legales y técnicos necesarios para el mantenimiento y gestión económica de las mismas.

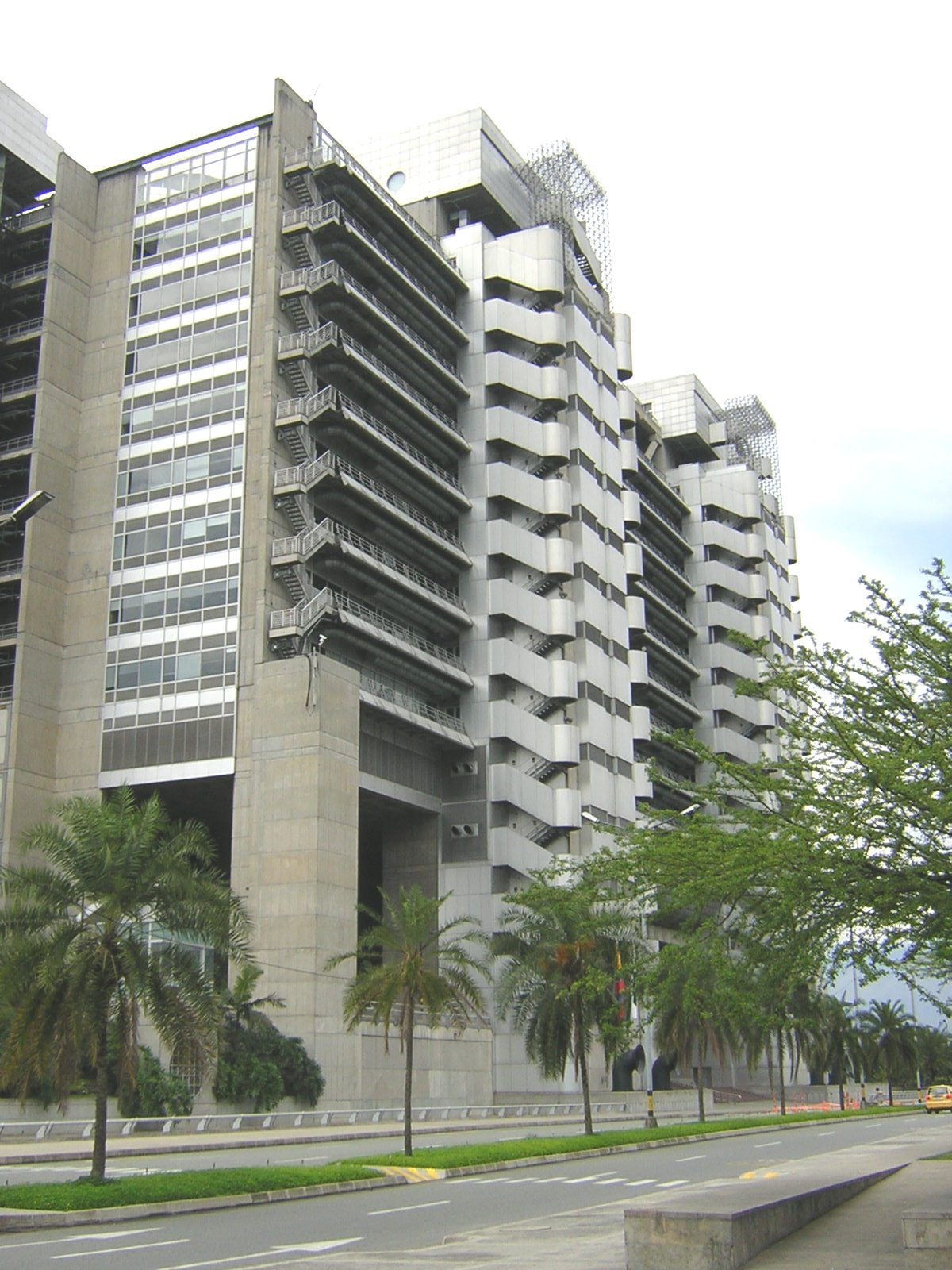
Edificio o finca.

Esta profesión es de libre ejercicio en toda España, si bien existen agrupaciones (Colegios y Asociaciones) que intentan regular el servicio que se presta a los ciudadanos, facilitando a sus miembros diferentes herramientas y beneficios para el ejercicio de su actividad.

## Historia y evolución (España)
Surgió con la publicación del Real Decreto de 24 de julio de 1889 por el que se publica el Código Civil. En su artículo 392 y siguientes se desarrolla el concepto de Comunidad de Bienes, así como su administración y conservación.
Tras la Guerra Civil se introdujeron unas pequeñas modificaciones con la Ley de 26 de octubre de 1939, y se acuñó por primera vez la llamada “propiedad horizontal”. Pero no fue hasta la Ley 49/1960, de 21 de julio, donde se desarrolló la Ley de Propiedad Horizontal.
Con el Decreto 693/1968, de 1 de abril, por el que se crea el Colegio Nacional Sindical de Administradores de Fincas, se intento regular la profesión.
El Real Decreto 1665/1991, de 25 de octubre, por el que se regulaba el sistema general de reconocimiento de los títulos de Enseñanza Superior de los Estados miembros de la Comunidad Económica Europea que exigen una formación mínima de tres años de duración. Empezaba a vislumbrar que no se trataba de una profesión regulada al no tener estudios reconocidos.
La Orden Ministerial de 19 de mayo de 1995 por la que se desarrolla el Real Decreto 1665/1991, de 25 de octubre, por el que se regula el sistema general de reconocimiento de los títulos de Enseñanza Superior de los Estados miembros de la Unión Europea que exigen una formación mínima de tres años de duración, en lo que afecta a las profesiones de Economista, Actuario de Seguros, Diplomado en Ciencias Empresariales, Profesor Mercantil, Auditor de Cuentas y Habilitado de Clases Pasivas. Esta orden aclaraba más la situación anterior.
Con Ley 8/1999, de 6 de abril, de Reforma de la Ley 49/1960, de 21 de julio, sobre Propiedad Horizontal, más concretamente con la nueva redacción del art.13.6 donde liberaba el ejercicio de la profesión.
La Directiva 2005/36/CE del Parlamento Europeo y del Consejo, de 7 de septiembre de 2005, relativa al reconocimiento de cualificaciones profesionales.
La Ley 2/2007, de 15 de marzo, de sociedades profesionales. Confirmaba que al no tratarse de una profesión regulada no podían formar sociedades profesionales.
La Ley 17/2009, de 23 de noviembre, sobre el libre acceso a las actividades de servicios y su ejercicio (Ley Paraguas). Regulaba el libre ejercicio de la profesión.
Y Ley 25/2009, de 22 de diciembre, de modificación de diversas leyes para su adaptación a la Ley sobre el libre acceso a las actividades de servicios y su ejercicio (Ley Omnibus). Adaptaba las diferentes discrepancias para liberar totalmente su ejercicio.
Por último, para aclarar y resumir lo expuesto en los párrafos anteriores les remito a la nota de prensa y al informe sobre un Proyecto de Real Decreto emitidos por la Comisión Nacional de los Mercados y la Competencia (CNMC).
Esta profesión tiene una gran controversia debido a que hubo un intento de regulación, pero hoy día no existe ninguna que la regule por lo que también es una profesión no regulada y por tanto de libre ejercicio que tiene diferentes denominaciones.

## Formación y requisitos (España)
Para ser administrador o administradora:
El cargo de administrador y, en su caso, el de secretario-administrador podrá ser ejercido por cualquier propietario, así como por personas físicas con cualificación profesional suficiente y legalmente reconocida para ejercer dichas funciones (cualifiación no existente en España). También podrá recaer en corporaciones y otras personas jurídicas en los términos establecidos en el ordenamiento jurídico.
Al no existir una formación oficial específica para desarrollar esta actividad los diferentes colegios y asociaciones, establecen de forma privada los requisitos para poder acceder a estas agrupaciones, desde estudios privados propios a organizados por universidades, Institutos y/o centros formativos de manera privada y/o a través de titulaciones superiores, que en algunos casos no tienen nada que ver con las funciones que estos profesionales desarrollan, por lo cual antes de contratar sus servicios es recomendable conocer su ética y profesionalidad antes de que si existe o no colegiación, la cual ''no es obligatoria.''

## Remuneración
El Secretario cobrará unos honorarios por los servicios que preste a la Comunidad de Propietarios, estos honorarios variarán dependiendo de los servicios que preste. No existen unas tarifas fijas y cada administrador de fincas puede establecer sus propios precios, aunque los administradores colegiados establecen un rango de precios mínimo para no generar competencia a la baja y poder seguir ofreciendo un buen servicio. Los honorarios serán revisados el día 1 de enero de cada año en función del cierre del IPC a fecha 31 de diciembre del año anterior.